# Parque Estatal Chandless
El Parque Estatal Chandless (en portugués: Parque Estadual Chandless) es el segundo parque más grande de la región norte de Brasil, y la segunda Unidad de Conservación  más grande en el estado de Acre, con una extensión de 695.303 hectáreas, o aproximadamente el 4 % de la superficie estatal. Fue creado por el Decreto 10670 del 2 de septiembre de 2004.
Sus límites son: al norte , la Tierra Indígena Alto Río Purus y  Proyecto de asentamiento Santa Rosa; al sur, la tierra Indígena Mamoadate y Seringal de Santa Helena ; al este, la Reserva Extractiva Cazumbá  y el Bosque Nacional Macauã ; y al oeste , la República de Perú.  Los Municipios que contienen áreas del parque son: Manoel Urbano, Santa Rosa do Purus y Sena Madureira .